# Dendrocopos
Dendrocopos là một chi chim trong họ Picidae.
Chi này gồm các loài chim sinh sống ở châu Á và châu Âu và Bắc Phi. Các loài phân bố từ Philippines đến Quần đảo Anh.

## Phân loại học
Chi này được giới thiệu bởi nhà tự nhiên học người Đức Carl Ludwig Koch vào năm 1816.  Tên chi Dendrocopus kết hợp từ tiếng Hy Lạp dendron nghĩa là "cây" và koposnghĩa là "nổi bật". Loài điển hình của chi là Dendrocopos major'' được chọn bởi nhà điểu học Scotland Edward Hargitt năm 1890 
trong danh mục chim gõ kiến của mình trong bộ sưu tập của Bảo tàng Anh.
Chi Dendrocopos có lúc đã chứa khoảng 25 loài. Một phân tích phát sinh chủng loại phân tử về chim gõ kiến đâm được xuất bản năm 2015 cho thấy  Dendrocopos  là đa hình. Trong các chi được sắp xếp lại, số lượng loài trong  Dendrocopos  đã giảm xuống còn 12 như được liệt kê dưới đây.

## Hình ảnh

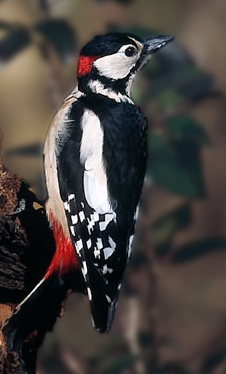
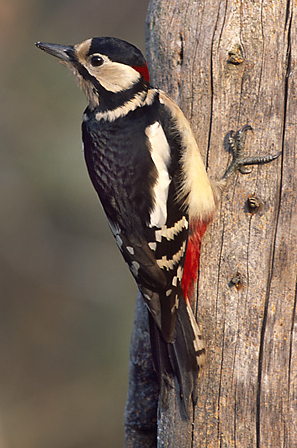
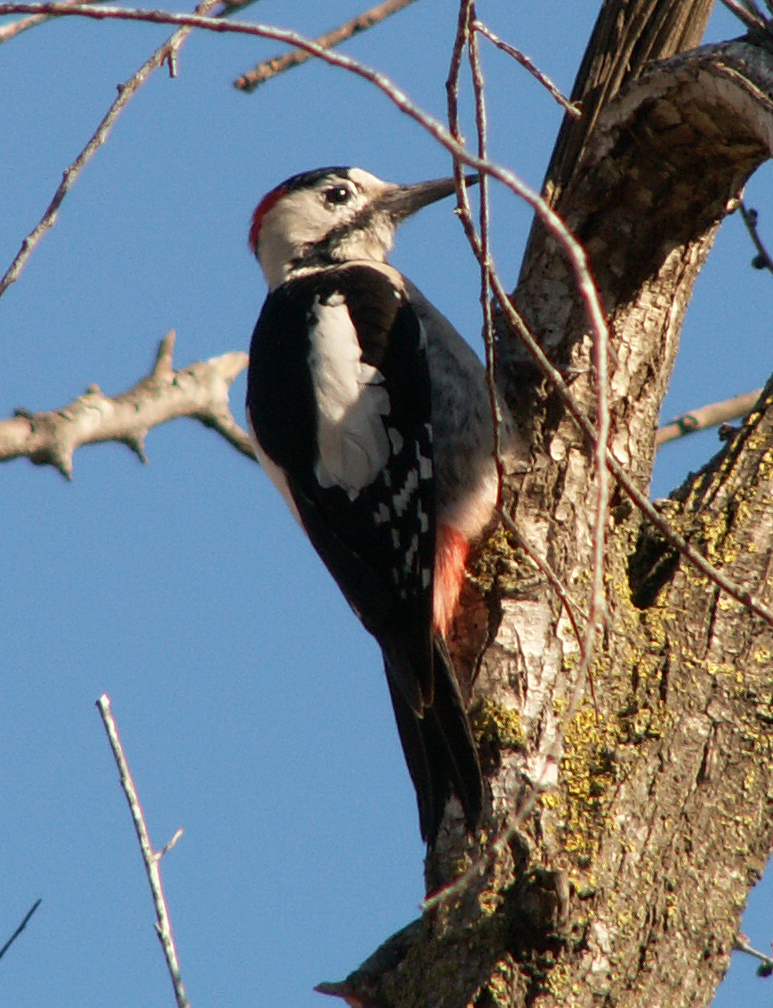
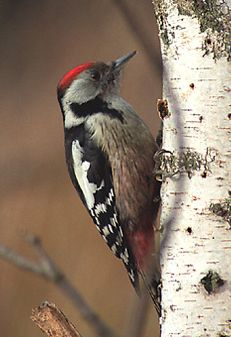
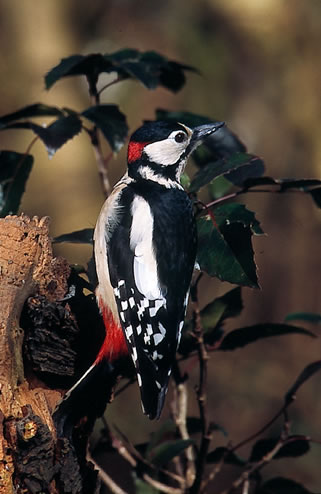
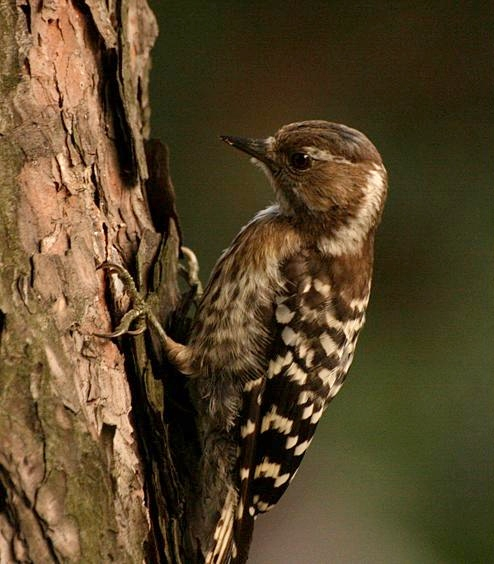

## Các loài
- Dendrocopos temminckii
- Dendrocopos maculatus
- Dendrocopos ramsayi
- Dendrocopos nanus
- Dendrocopos moluccensis
- Dendrocopos canicapillus
- Dendrocopos kizuki
- Dendrocopos auriceps
- Dendrocopos macei
- Dendrocopos analis
- Dendrocopos atratus
- Dendrocopos mahrattensis
- Dendrocopos dorae
- Dendrocopos hyperythrus
- Dendrocopos darjellensis
- Dendrocopos cathpharius
- Dendrocopos medius
- Dendrocopos leucotos
- Dendrocopos major
- Dendrocopos minor
- Dendrocopos syriacus
- Dendrocopos leucopterus
- Dendrocopos assimilis
- Dendrocopos himalayensis